# Sigma, Capiz
Sigma là một đô thị hạng 4 ở tỉnh Capiz, Philippines. Theo điều tra dân số năm 2000 của Philipin, đô thị này có dân số 27.366 người trong 5.541 hộ.

## Các đơn vị hành chính
Sigma được chia thành 21 barangay.
| - Acbo - Amaga - Balucuan - Bangonbangon - Capuyhan - Cogon - Dayhagon - Guintas - Malapad Cogon - Mangoso - Mansacul | - Matangcong - Matinabus - Mianay - Oyong - Pagbunitan - Parian - Pinamalatican - Poblacion Norte - Poblacion Sur - Tawog |